# 石圍角
石圍角（英語：Shek Wai Kok），是香港的一個山地，位於新界荃灣區的東北部，現時範圍大致上為老圍山坡之下、石圍角邨一帶。

## 歷史
昔日的石圍角有不少的原居民村落及寮屋，當中這些村落群形成了鄉村石圍角村。該村及鄰近的老圍村均為荃灣區歷史最悠久的村落。
19世紀末，當時的荃灣分為四個「約」：海壩、葵涌、青衣及石圍角，合稱為「荃灣四約」。四個約的首領共同成立了「荃灣全安局」（今荃灣鄉事委員會之前身），負責維持荃灣地區的治安。

### 重置村落

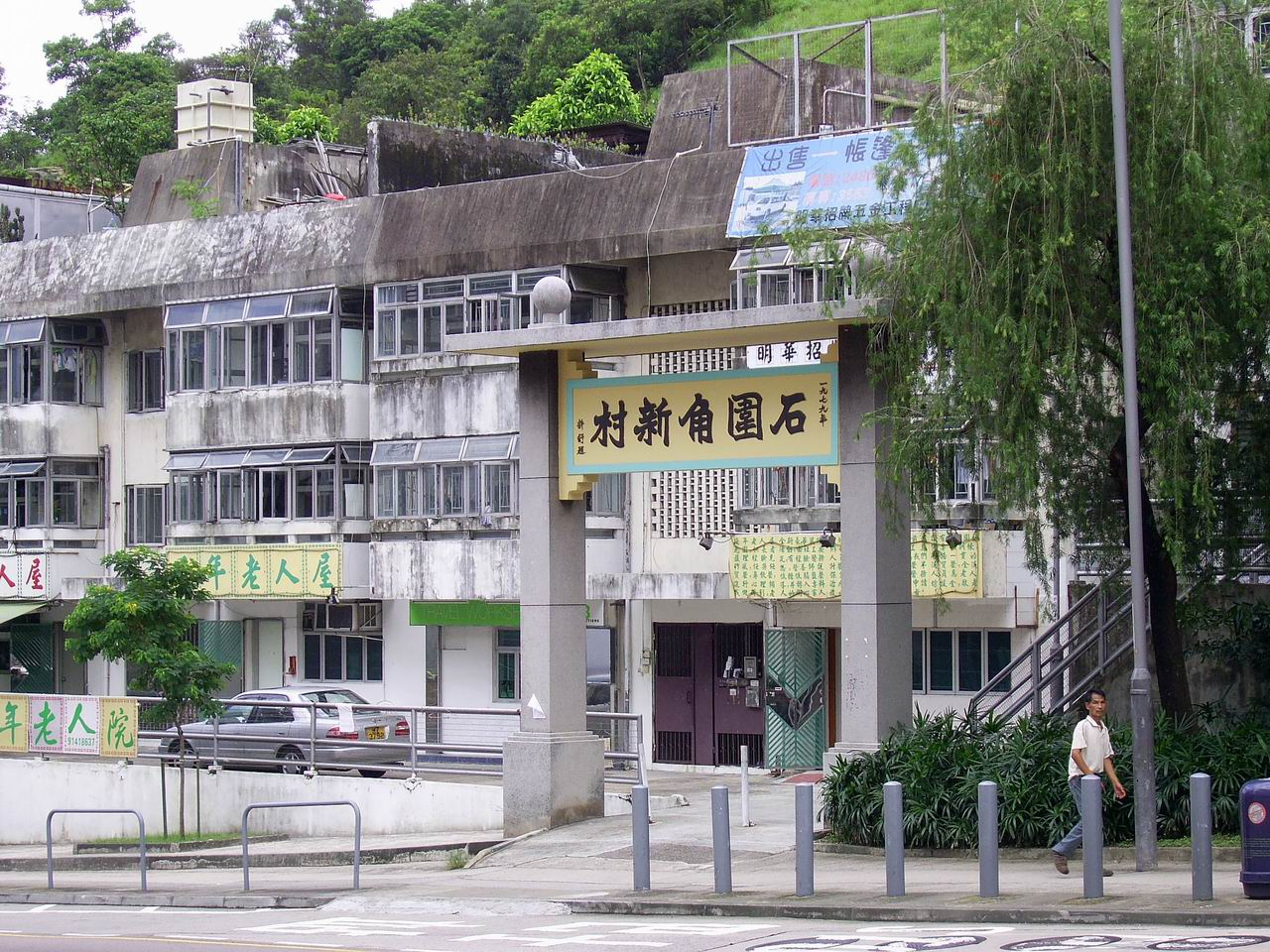
石圍角原有的村落獲搬遷至梨木樹邨以南重新安置，並改名為「石圍角新村」。

自1960年代中期起，當時的香港政府已計劃發展石圍角並興建新的公共屋邨。為此，政府需要徵用石圍角村的土地以及清拆附近的寮屋區，期間有村民因不滿賠償方案而致函理民府反對，甚至一度向荃灣裁判法院申請控告房屋署。1977年10月，石圍角村遷至和宜合道近梨木樹邨一帶以作重新安置。經重置後的村落改稱為「石圍角新村」，至於原址則交由香港房屋委員會（房委會）負責興建公共屋邨。石圍角新村是獲新界小型屋宇政策認可的鄉村之一。

### 興建公共屋邨

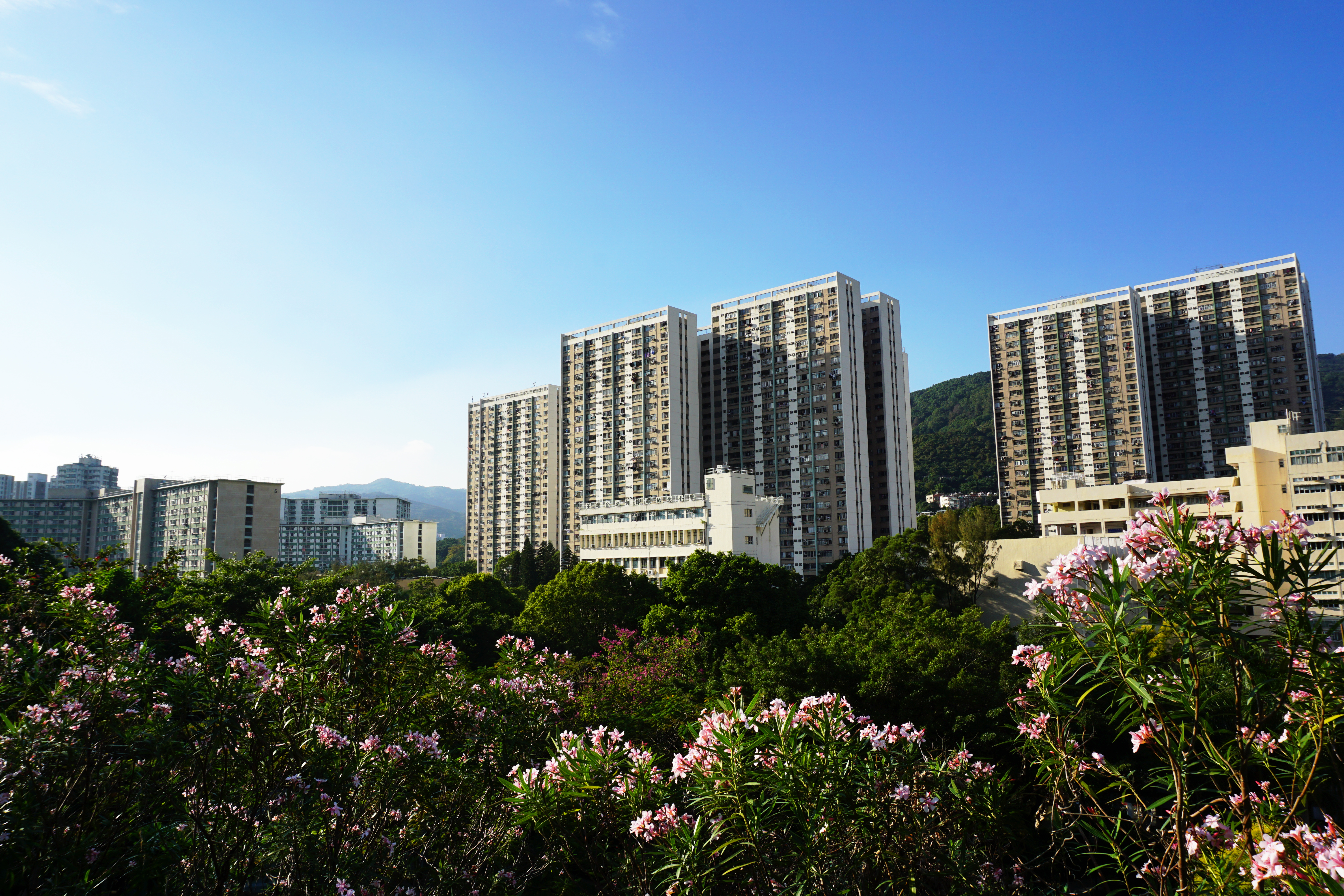
現今的石圍角建有公共屋邨石圍角邨，邨名以原地名稱命名。

石圍角的公共屋邨發展項目於1977年11月開始動工建設，按興建時間排序為當時荃灣區範圍內的第14個公共屋邨。在規劃新公共屋邨期間，當局曾一度打算以城門谷的原名成安谷，將其命名為「成安邨」。1977年6月，房委會最終決定採用原地名稱石圍角作為邨名，定名為「石圍角邨」並沿用至今。石圍角邨於1980年至1982年間分階段落成並陸續入伙，總計有8座樓宇。

## 住宅
石圍角的住宅主要位於象鼻山路以南一帶，如公共屋邨石圍角邨、私人屋苑怡景園均座落於此。至於象鼻山路以北則為鄉村式發展用地，以中低密度住宅為主。

### 公共屋邨
- 石圍角邨

### 私人屋苑
- 怡景園

### 鄉村
- 海壩村
- 二陂圳

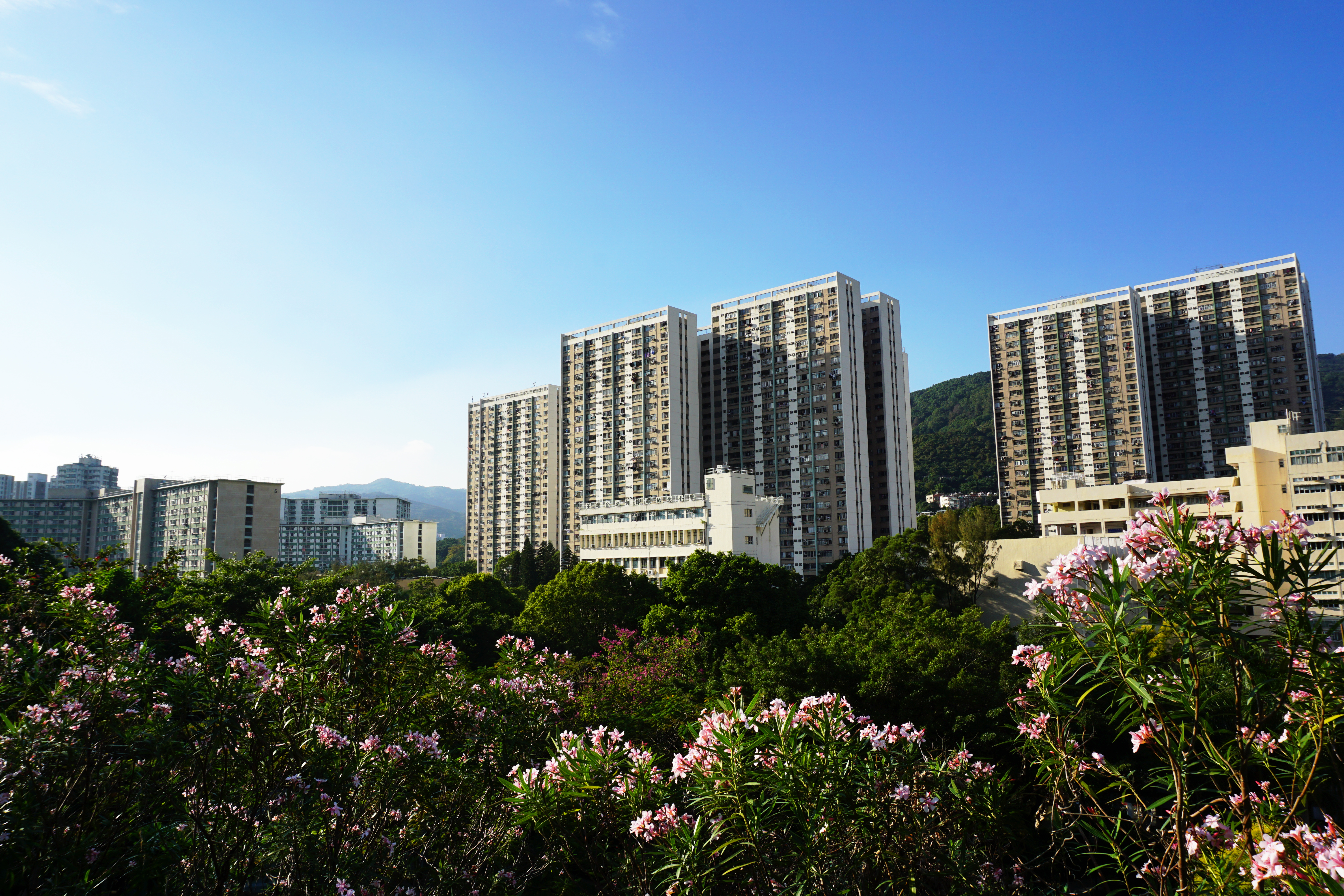
石圍角邨
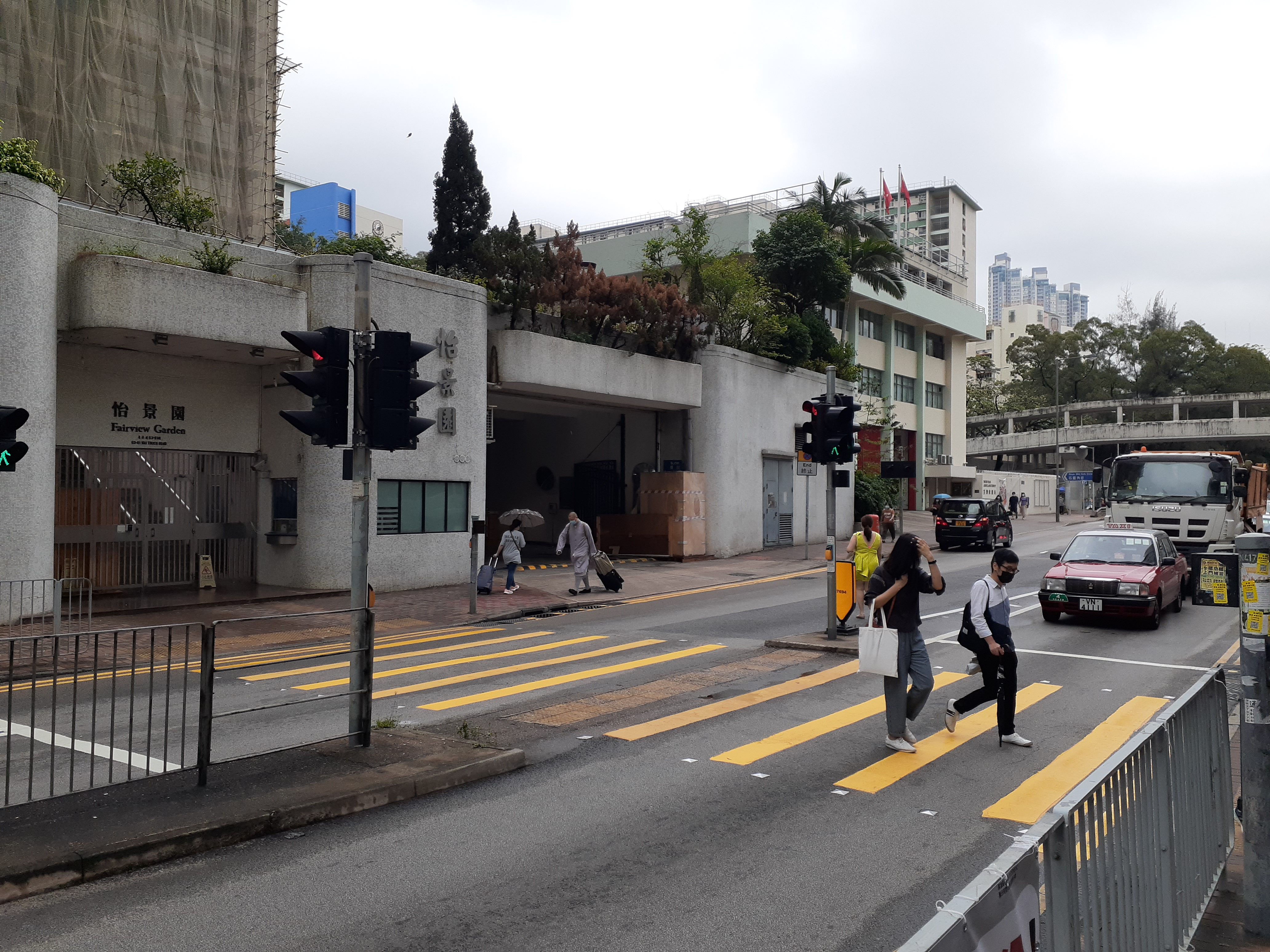
怡景園
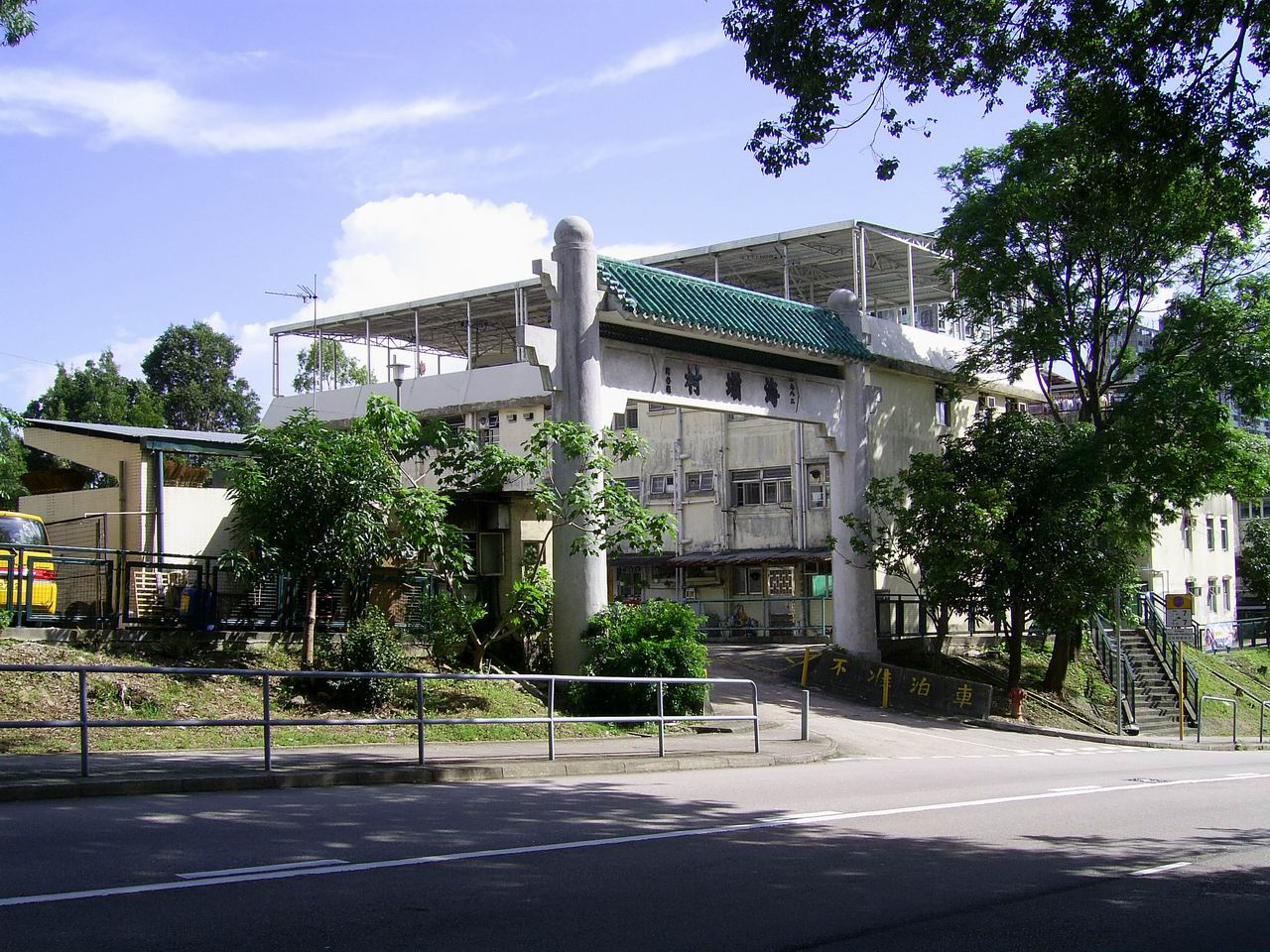
海壩村

## 區內設施

### 文康設施

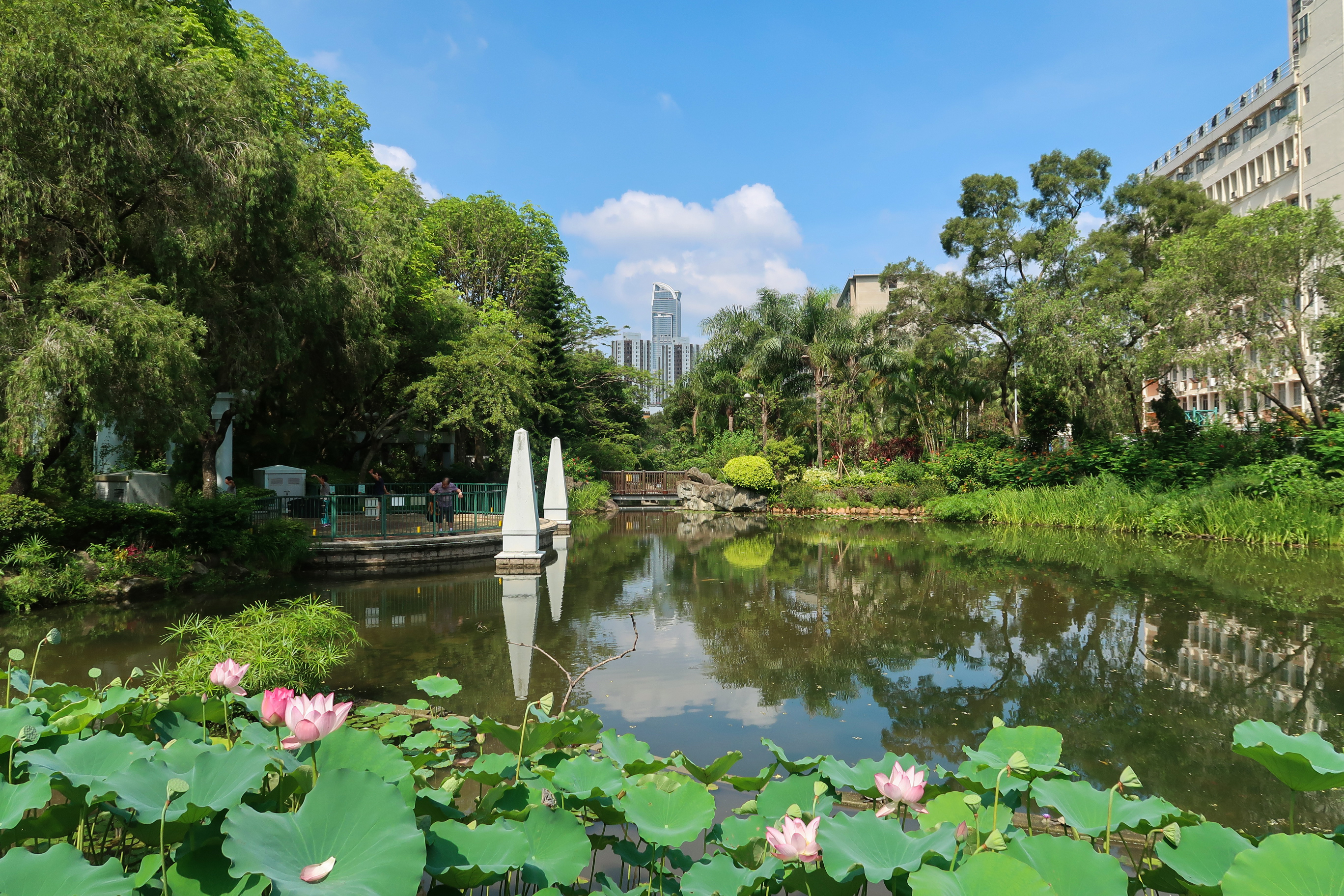
城門谷公園
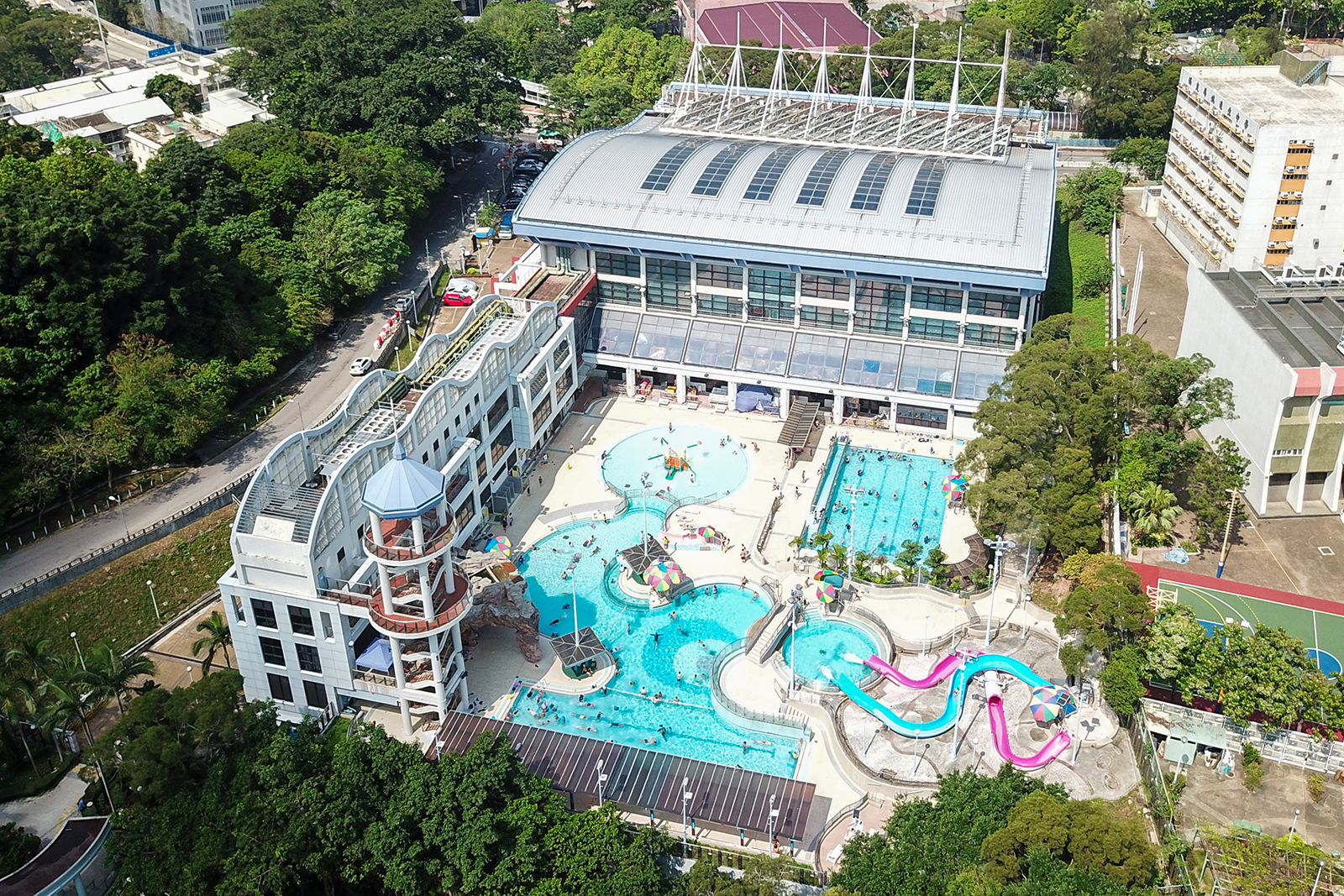
城門谷游泳池
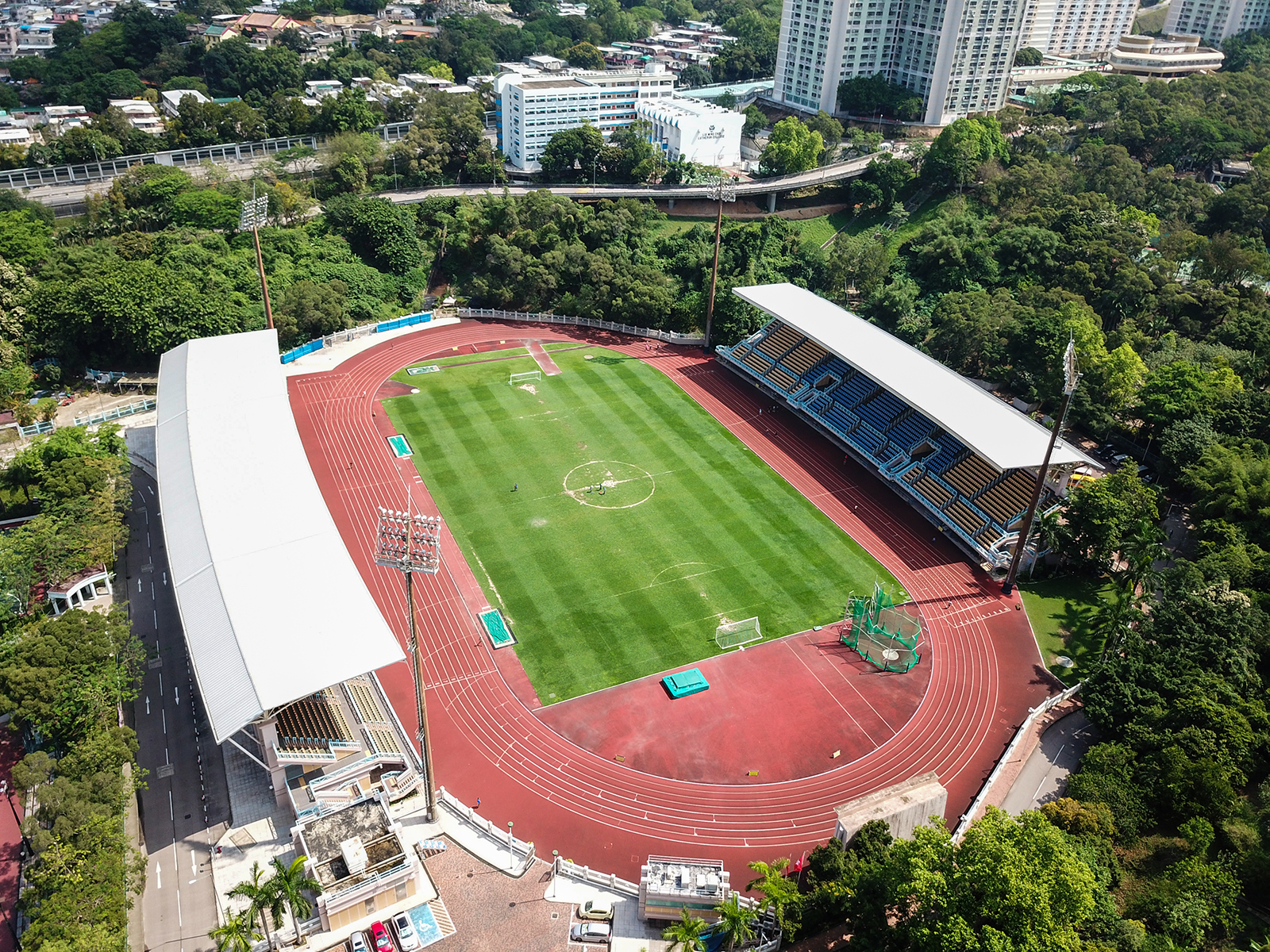
城門谷運動場
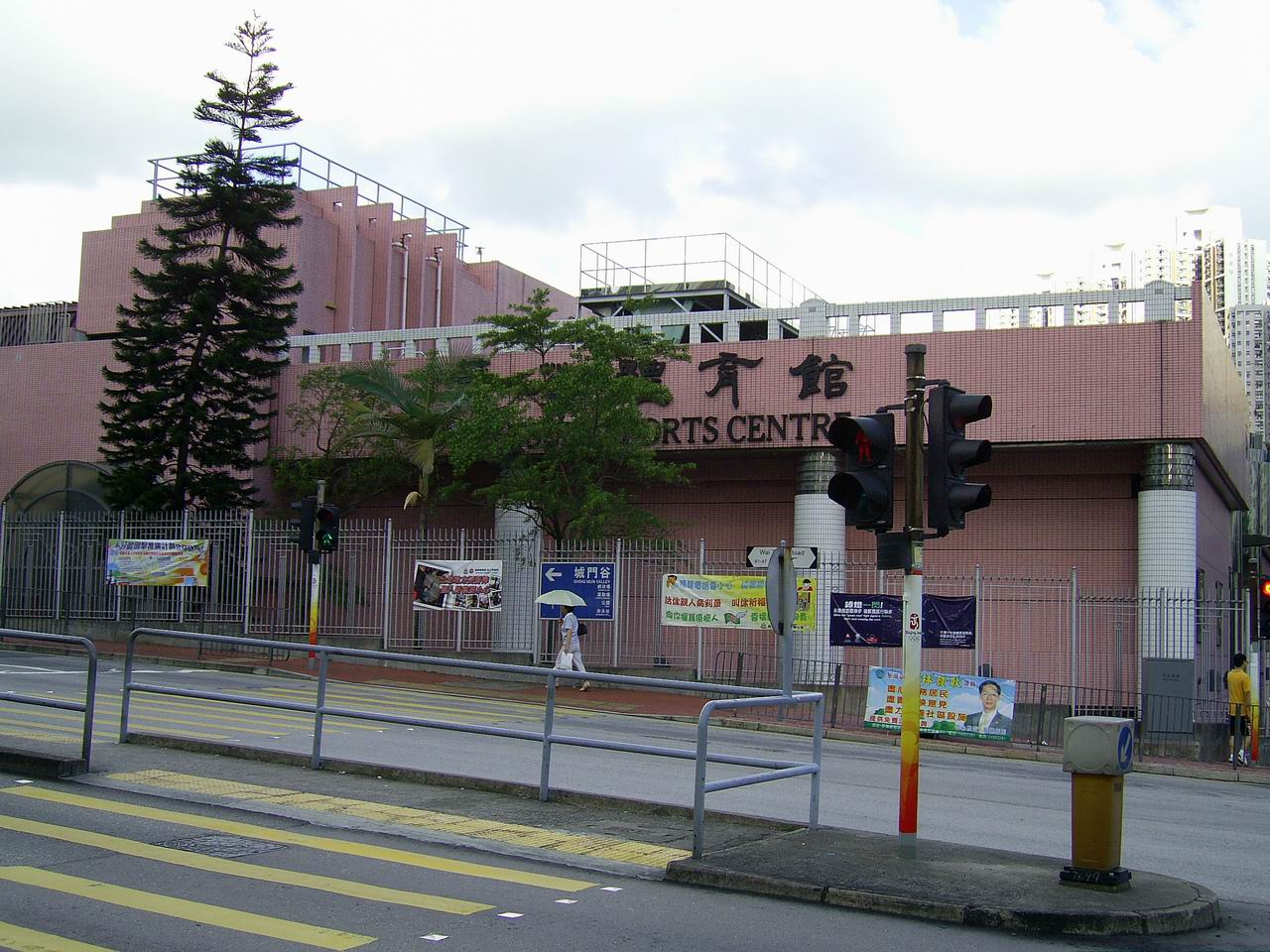
蕙荃體育館

- 城門谷公園
- 城門谷游泳池
- 城門谷運動場
- 蕙荃體育館

### 社區設施

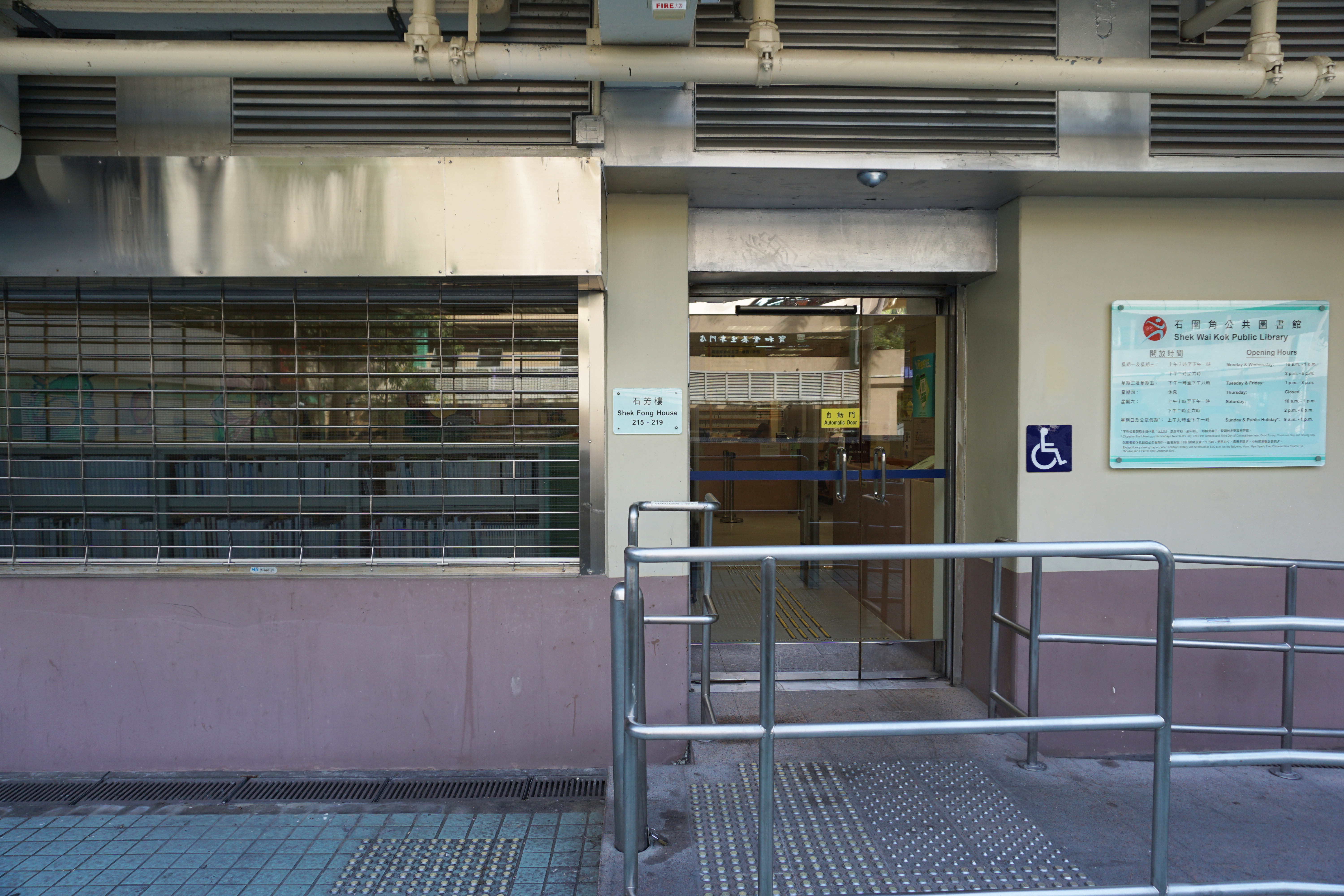
石圍角公共圖書館
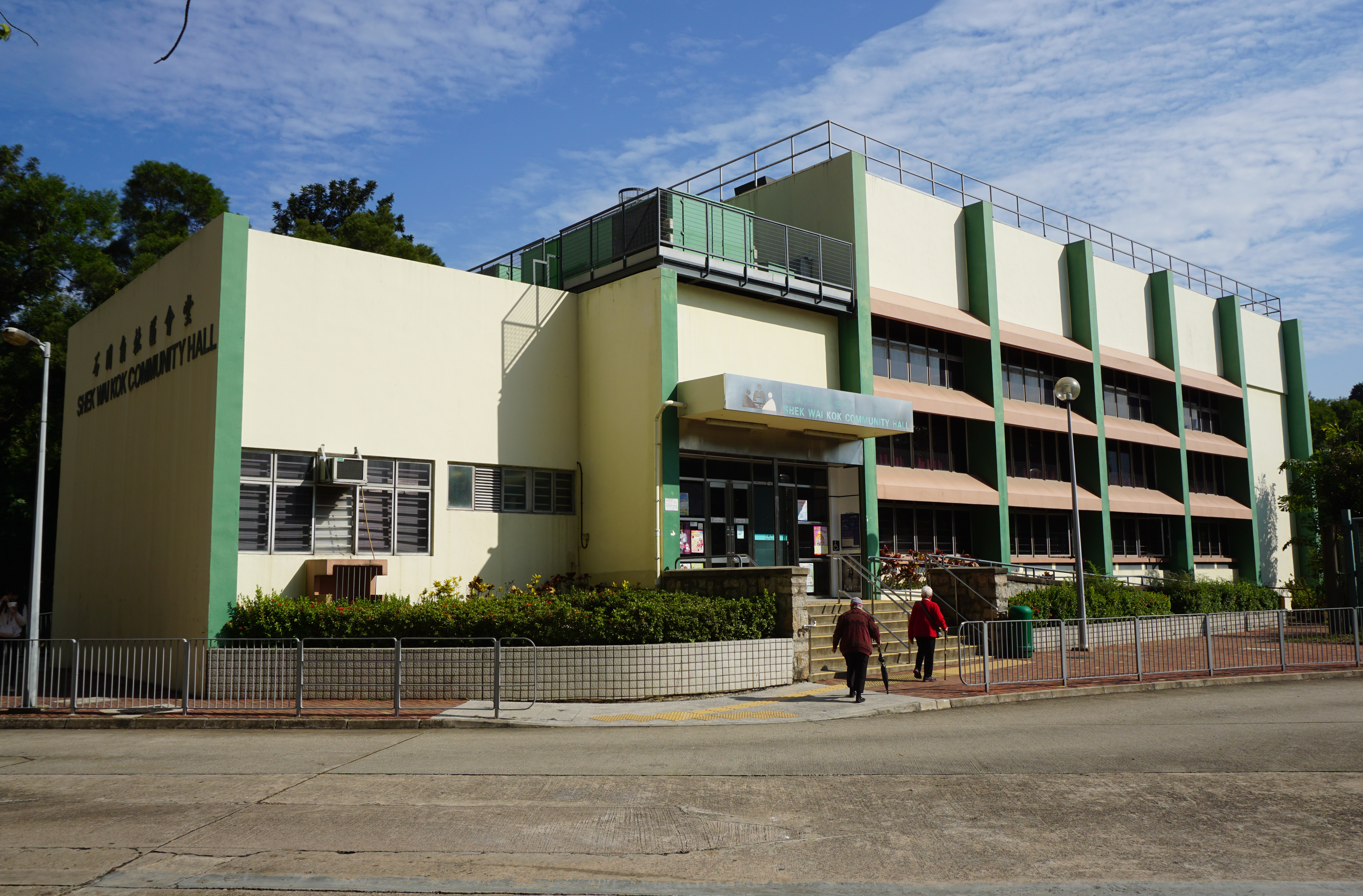
石圍角社區會堂
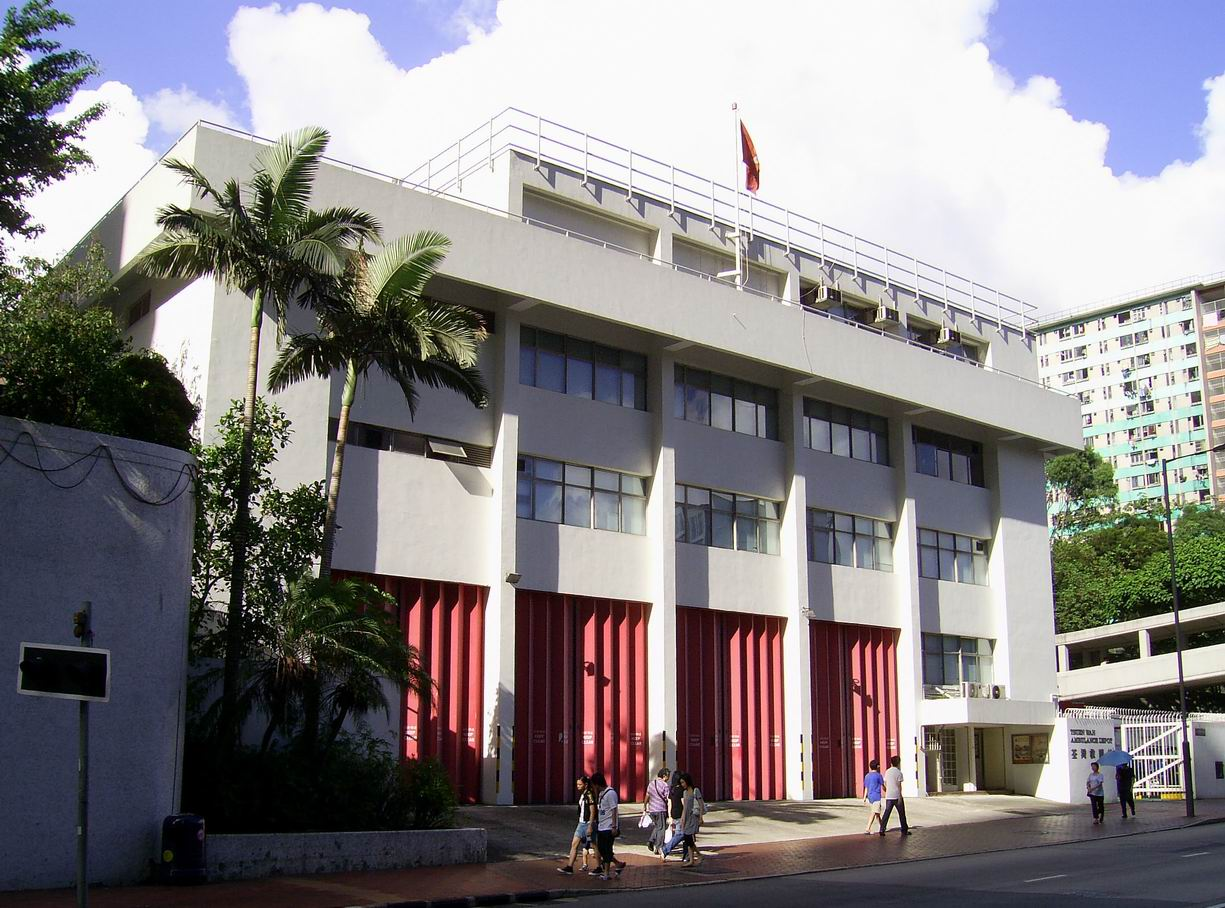
荃灣救護站
- 賽馬會老圍中藥園

- 石圍角公共圖書館
- 石圍角社區會堂
- 荃灣救護站

### 宗教設施
石圍角北部的宗教氣息甚為濃厚，山上以眾多佛教寺院及道教宮觀而聞名。

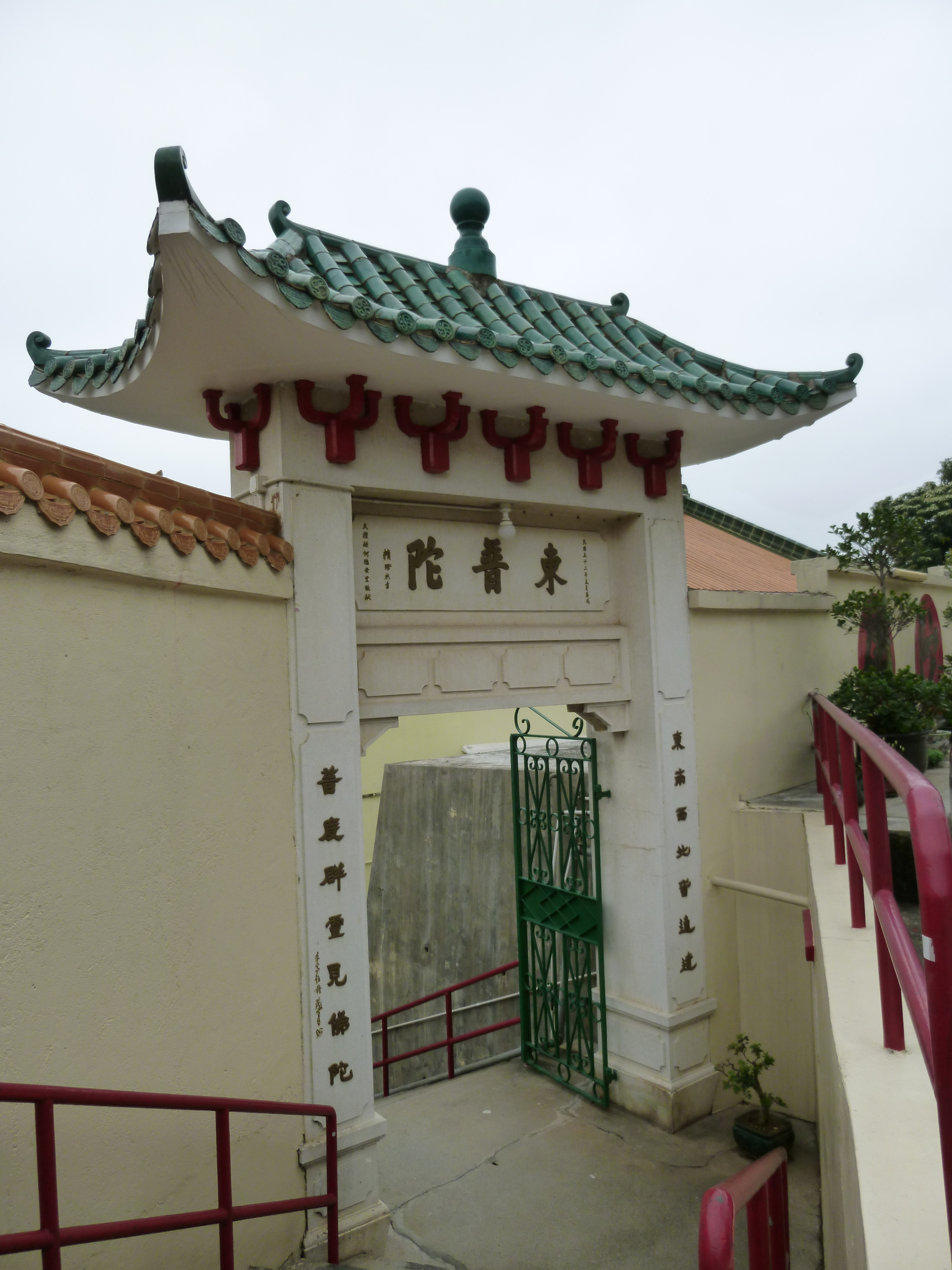
東普陀
- 玉霞閣
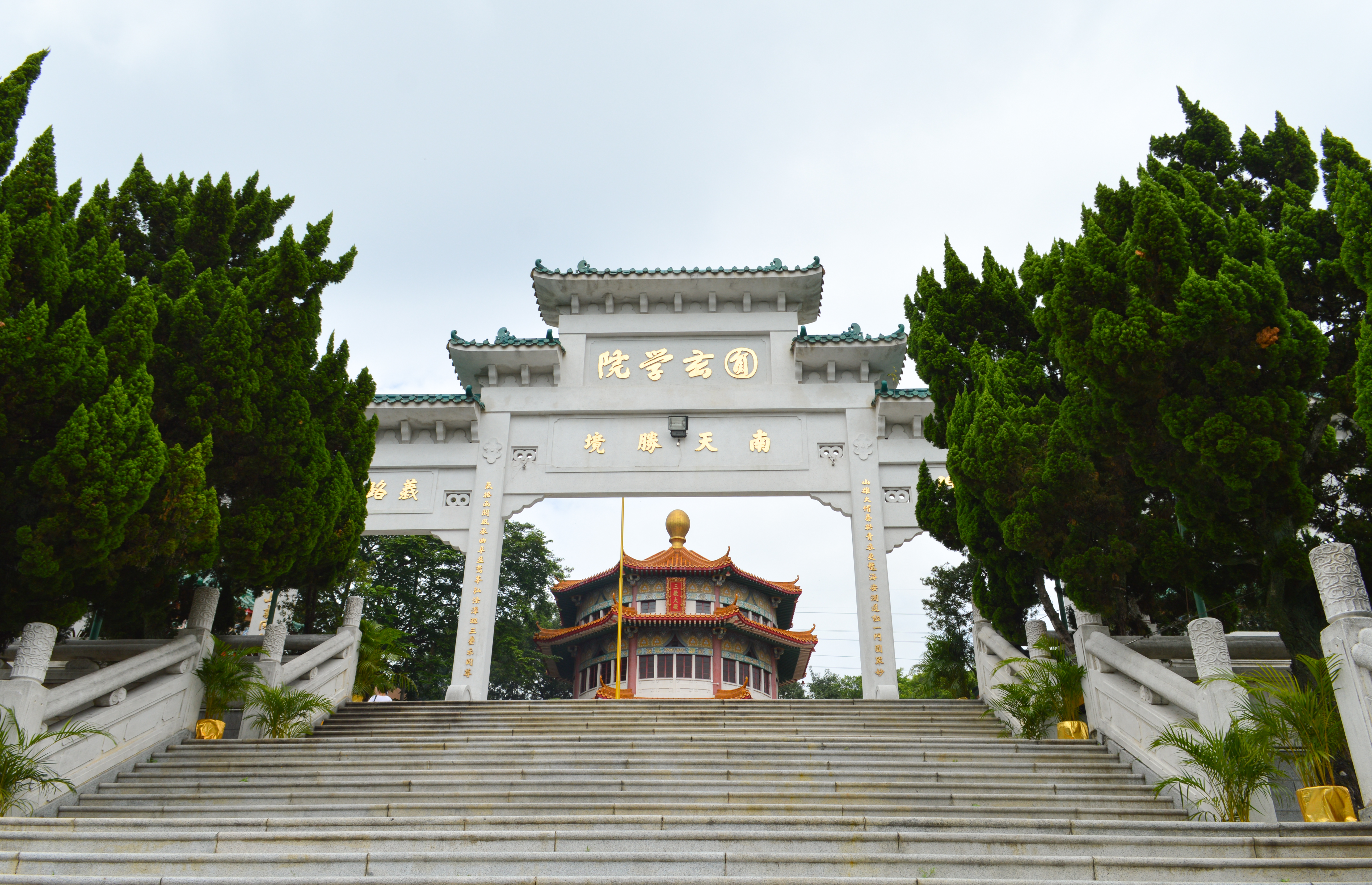
圓玄學院
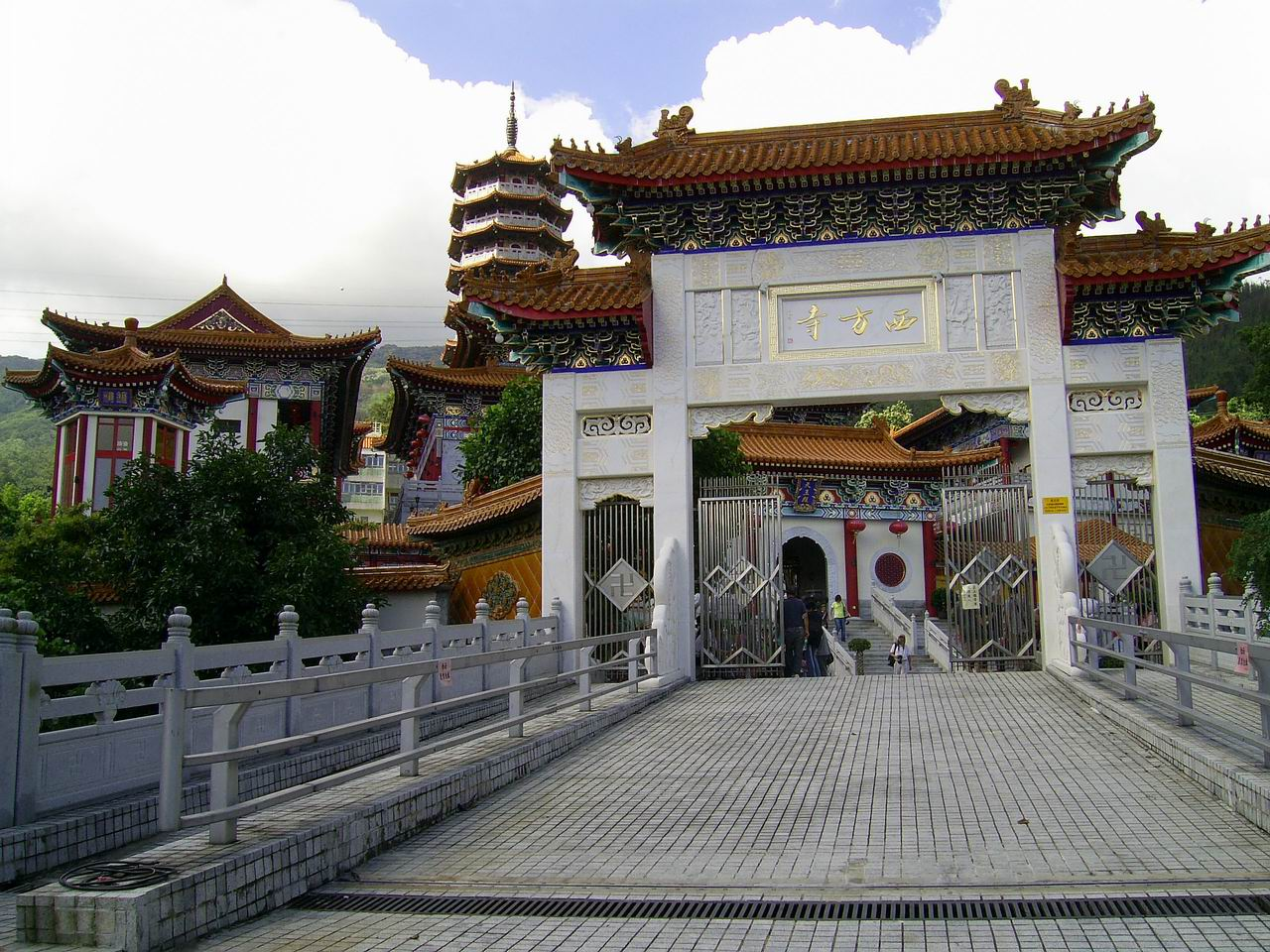
西方寺
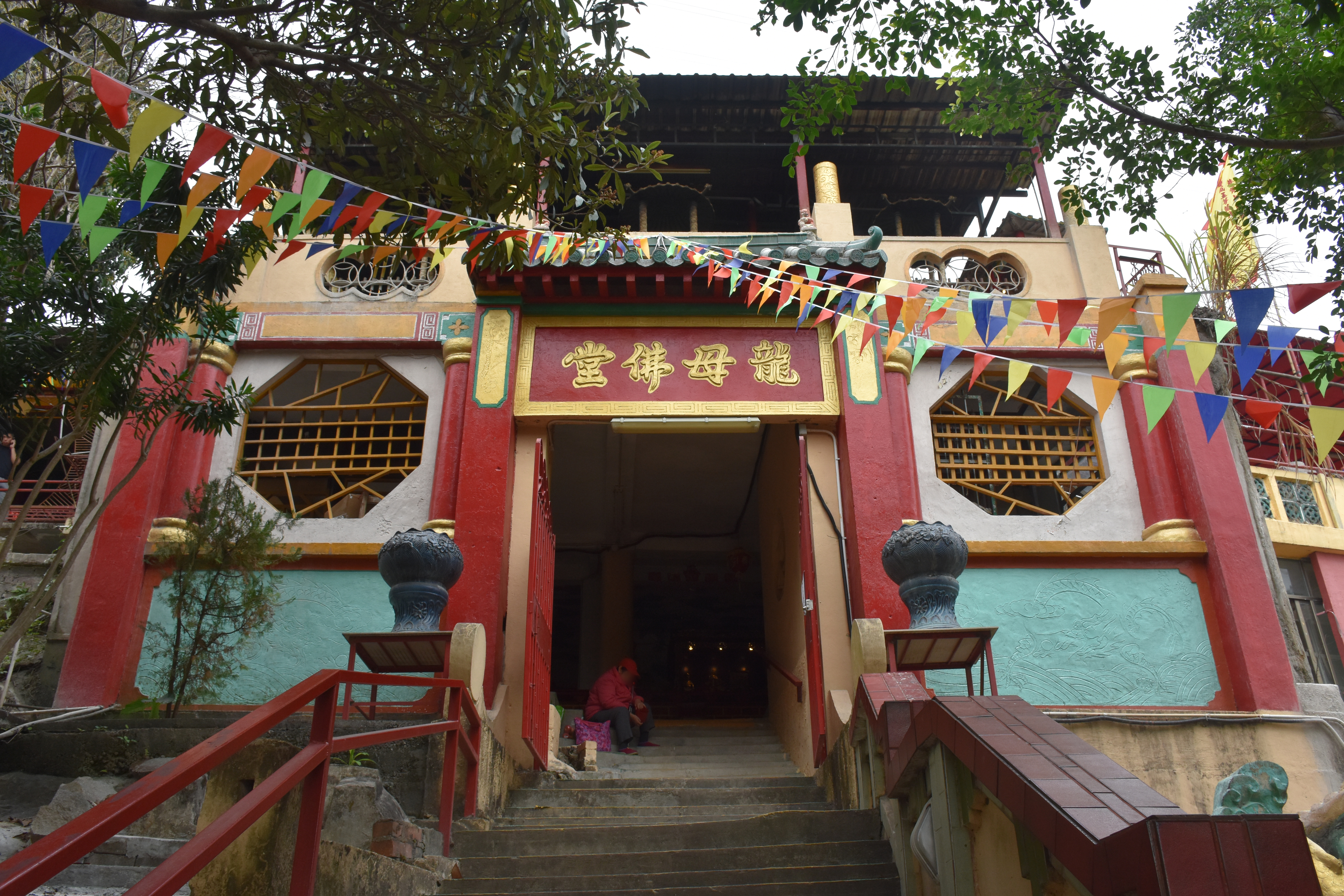
荃灣龍母廟
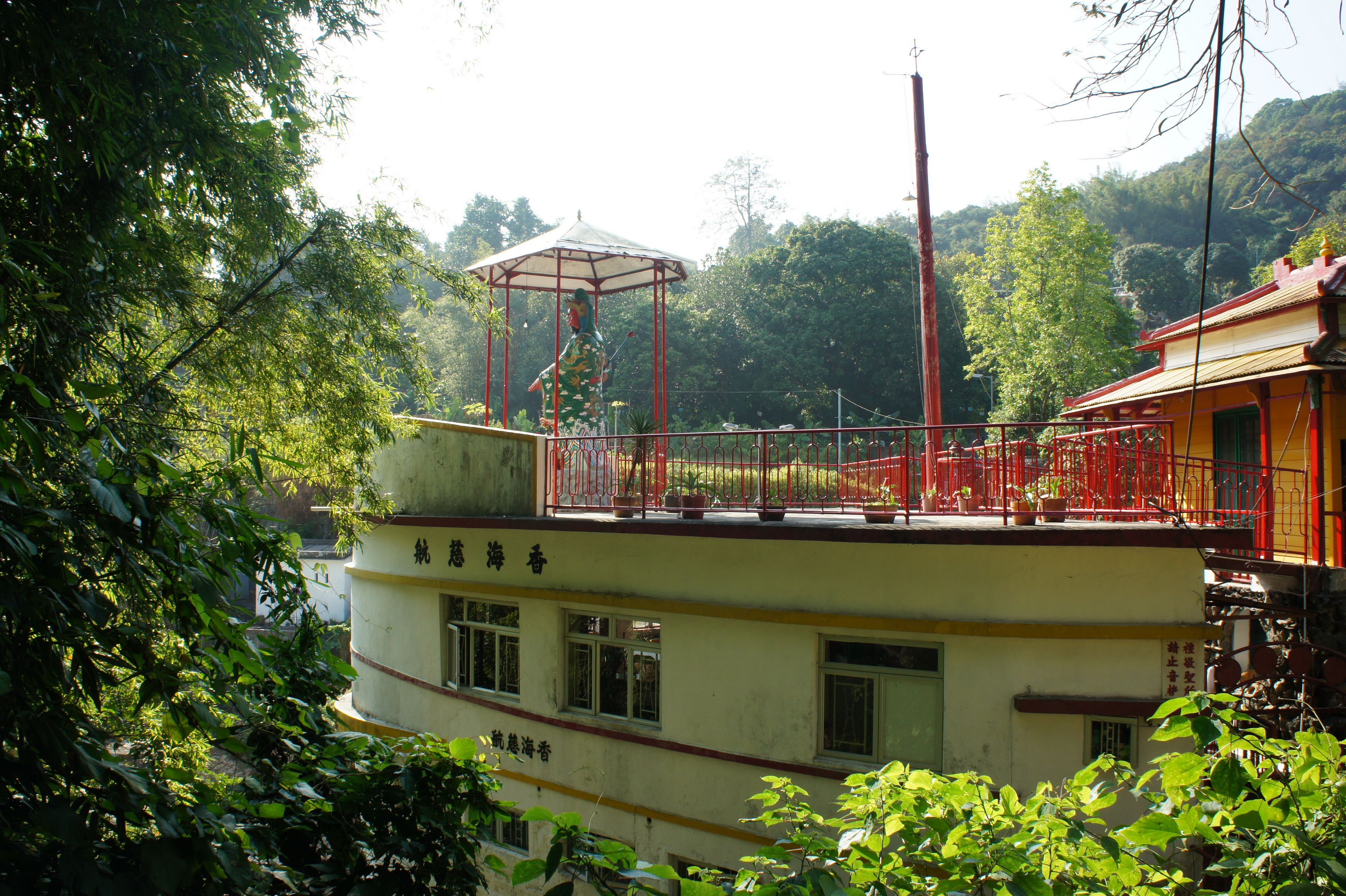
香海慈航

- 東普陀
- 圓玄學院
- 西方寺
- 荃灣龍母廟
- 香海慈航

## 道路
石圍角路（英語：Shek Wai Kok Road），是香港的一條道路，位於新界荃灣區東北部的石圍角，全長約640米，整體呈西南—東北走向，西接蕙荃路、東至二陂圳路。石圍角路貫通整個石圍角，是區內的最主要道路，亦是進出石圍角邨的唯一公眾道路。此外，該道路連同二陂圳路、三棟屋路均為荃灣市中心往返老圍、梨木樹一帶的最直接途徑，以及荃灣市中心往返城門隧道的次直接途徑。
1980年7月20日，石圍角路配合石圍角邨落成而通車，並於1983年11月4日正式刊憲命名。在石圍角路落成初期，原有道路走線為西接德士古道北、東至象鼻山路。但到了1980年代中後期，隨著德士古道北及象鼻山路先後改為高架道路及幹線道路，石圍角路西端因而修改為連接蕙荃路，東端亦改用下通道形式連接二陂圳路，有關工程於1989年12月28日完成。1990年11月2日，石圍角路重新刊憲命名。
石圍角路全段實施雙程行車，石蓮樓對出的行人過路處以西之路段設有路壆分隔東、西行車輛，東行及西行方向各設兩條行車線；至於行人過路處以東的路段則僅以雙白線作分隔，東行（二陂圳路方向）設兩條行車線、西行（蕙荃路方向）設一條行車線。
區內其他街道包括石安街、石貴街等。

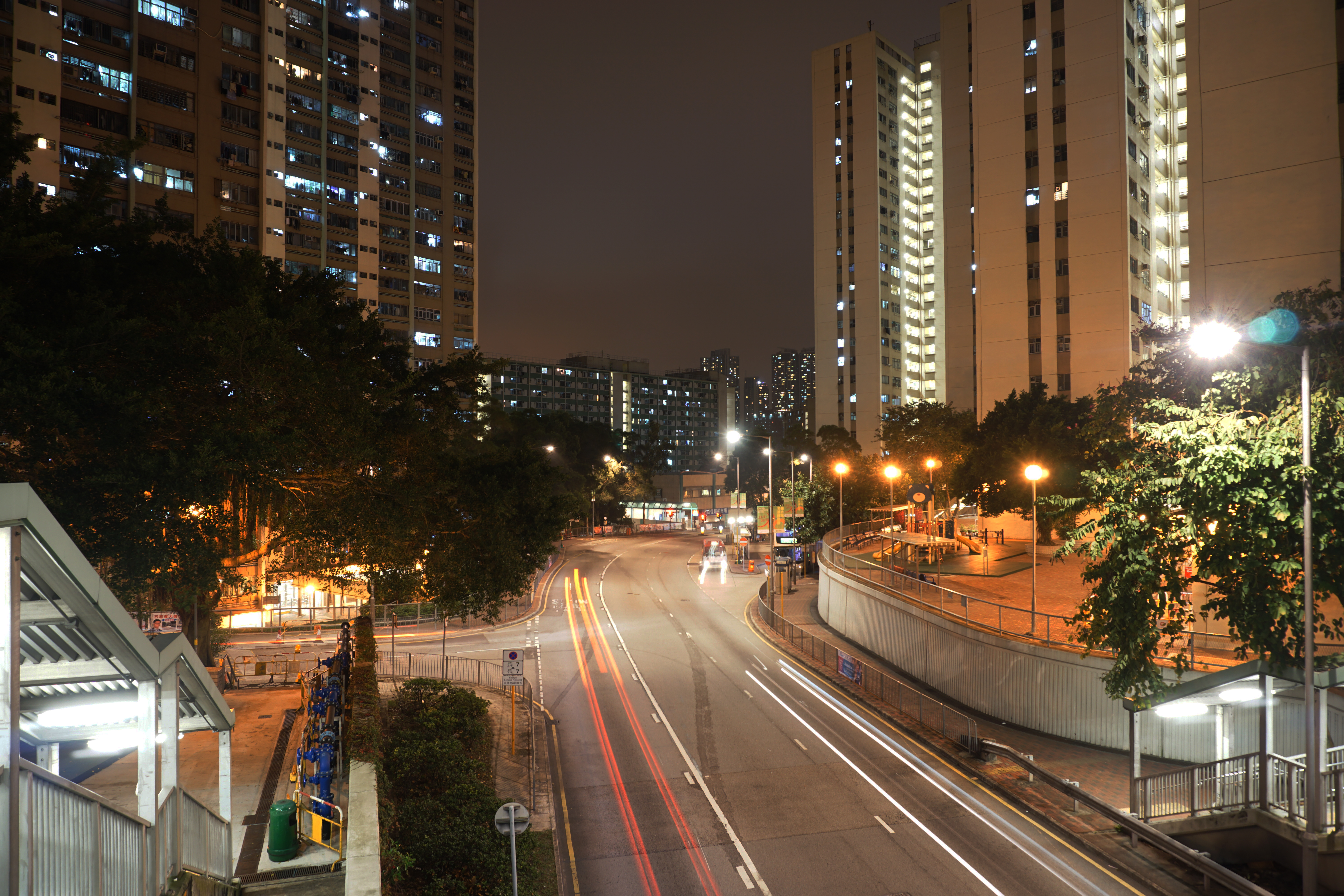
石圍角路東段夜景
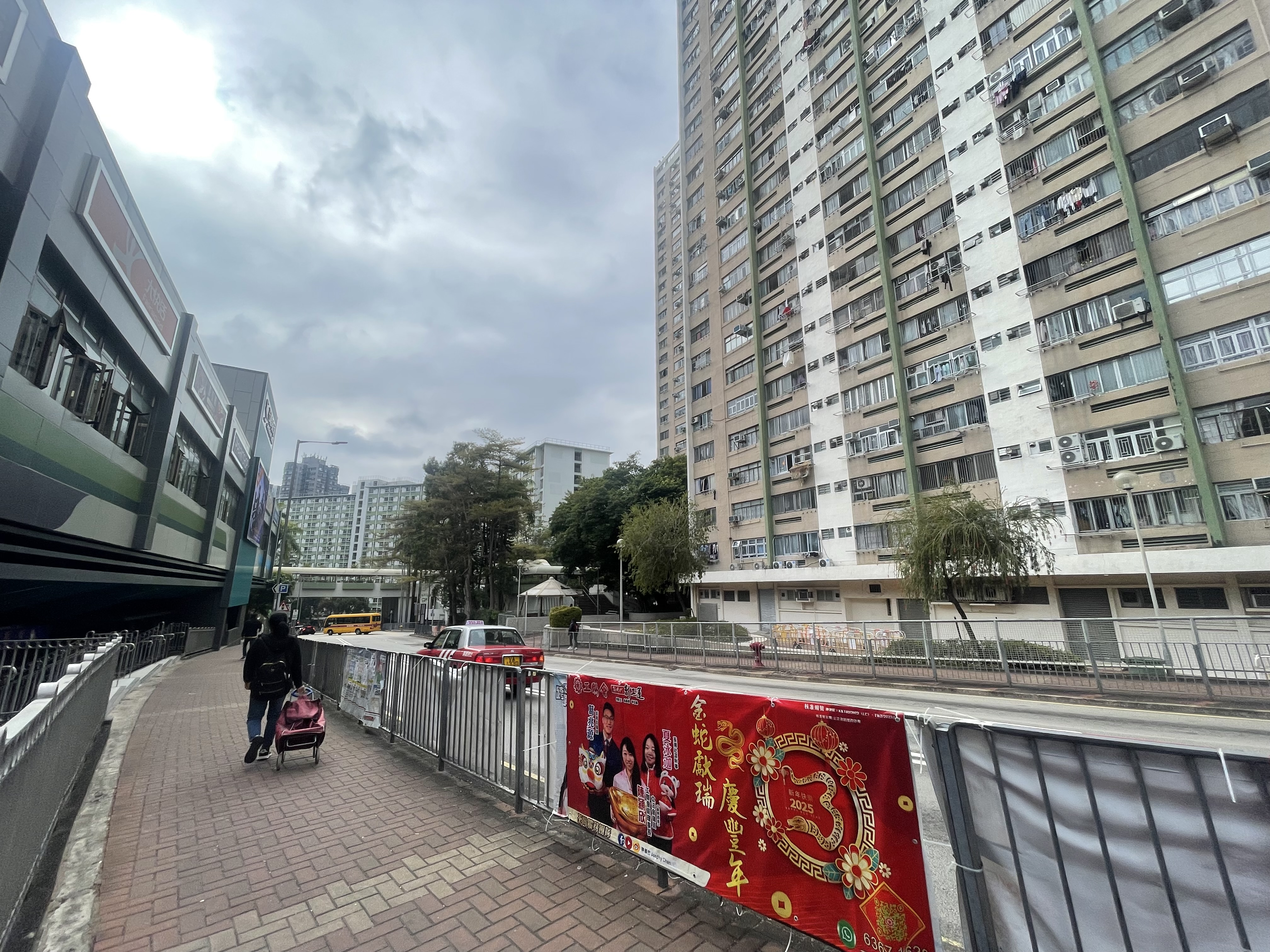
石圍角路中段近石圍角新城
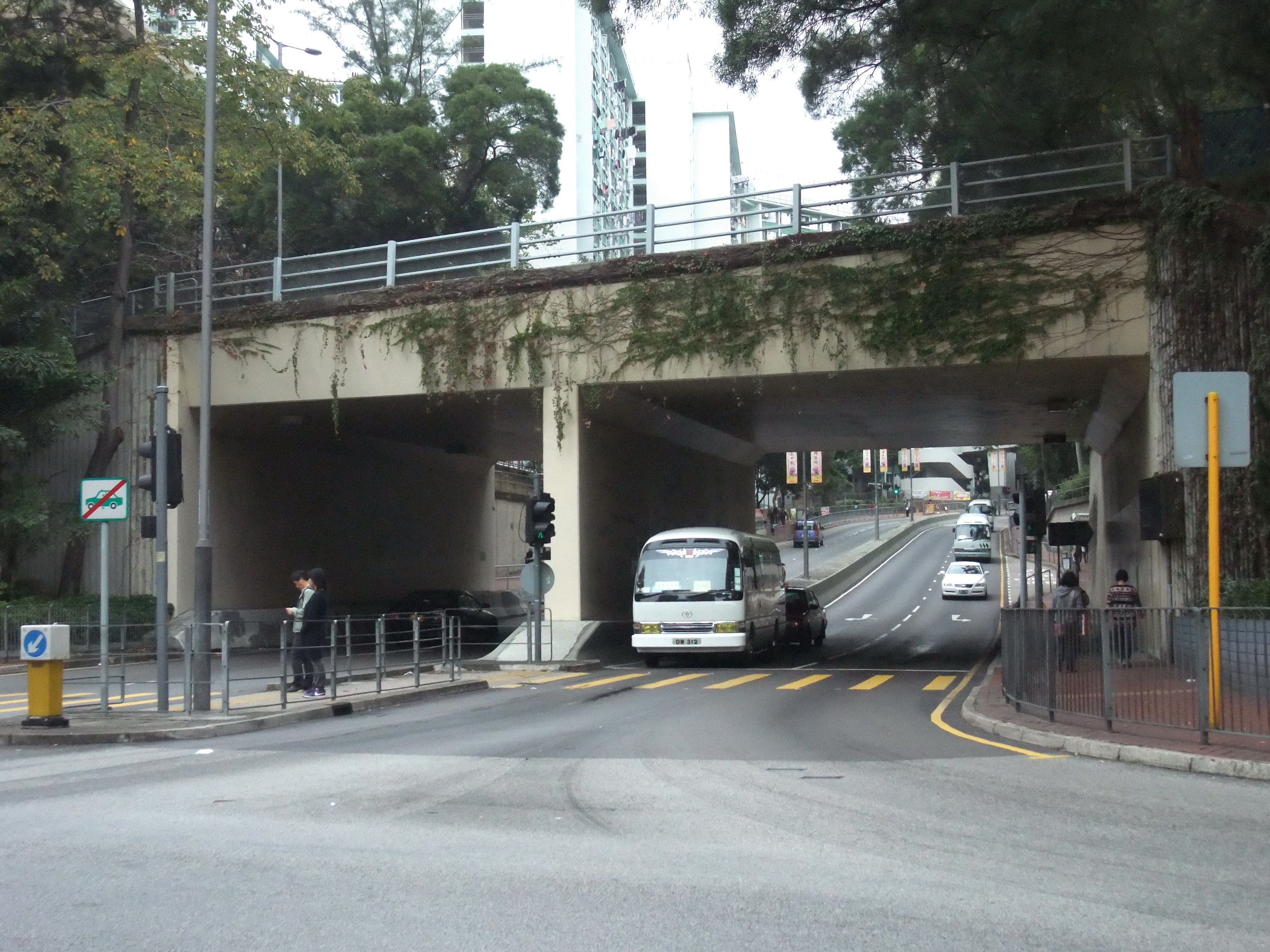
石圍角路西段近蕙荃路路口，上方為德士古道北行車天橋

## 區議會議席分佈
為方便比較，以下列表以荃錦交匯處及德士古道北以東、城門道以北為範圍。
| 年度／範圍                                                           | 屬區   | 2000年－2003年                          | 2004年－2007年                          | 2008年－2011年                          | 2012年－2015年                          | 2016年－2019年                          | 2020年－2023年                          |
| -------------------------------------------------------------------- | ------ | --------------------------------------- | --------------------------------------- | --------------------------------------- | --------------------------------------- | --------------------------------------- | --------------------------------------- |
| 象鼻山路以北（鄉村為主）                                             | 荃灣區 | 西南方向屬石圍角選區 東北方向屬象石選區 | 西南方向屬石圍角選區 東北方向屬象石選區 | 西南方向屬石圍角選區 東北方向屬象石選區 | 西南方向屬石圍角選區 東北方向屬象石選區 | 西南方向屬石圍角選區 東北方向屬象石選區 | 西南方向屬石圍角選區 東北方向屬象石選區 |
| 象鼻山路以南（公屋為主）                                             | 荃灣區 | 西南方向屬石圍角選區 東北方向屬象石選區 | 西南方向屬石圍角選區 東北方向屬象石選區 | 西南方向屬石圍角選區 東北方向屬象石選區 | 西南方向屬石圍角選區 東北方向屬象石選區 | 西南方向屬石圍角選區 東北方向屬象石選區 | 西南方向屬石圍角選區 東北方向屬象石選區 |
| 註：以上主要範圍尚有其他細微調整，請參閱有關區議會選舉選區分界地圖。 |        |                                         |                                         |                                         |                                         |                                         |                                         |

## 外部連結
- 2019年區議會選舉選區分界圖 - 荃灣區 （页面存档备份，存于）

22°22′31″N 114°07′25″E / 22.37528°N 114.12361°E